# Giro di Toscana 1964
Il Giro di Toscana 1964, trentottesima edizione della corsa, si svolse il 26 aprile su un percorso di 244 km, con partenza a Sesto Fiorentino e arrivo a Livorno. Fu vinto dall'italiano Giorgio Zancanaro della Carpano davanti ai suoi connazionali Roberto Poggiali e Aldo Moser.

## Ordine d'arrivo (Top 10)
| Pos. | Corridore         | Squadra         | Tempo    |
| ---- | ----------------- | --------------- | -------- |
| 1    | Giorgio Zancanaro | Carpano         | 6h23'10" |
| 2    | Roberto Poggiali  | Ignis           | a 1'37"  |
| 3    | Aldo Moser        | Lygie           | a 2'03"  |
| 4    | Nevio Vitali      | Springoil-Fuchs | a 3'01"  |
| 5    | Diego Ronchini    | Cynar           |          |
| 6    | Primo Nardello    | Ignis           |          |
| 7    | Tommaso De Prà    | I.B.A.C.        |          |
| 8    | Remo Stefanoni    | Ignis           |          |
| 9    | Guido Neri        | Molteni         |          |
| 10   | Celso Gambi       | individuale     |          |